# Pseudoclitocybe
Pseudoclitocybe (Singer) Singer (lejkownik) – rodzaj grzybów z rodziny Pseudoclitocybaceae. W Polsce występują tylko 2 gatunki.

## Systematyka i nazewnictwo
Pozycja w klasyfikacji według Index Fungorum: Pseudoclitocybaceae, Agaricales, Agaricomycetidae, Agaricomycetes, Agaricomycotina, Basidiomycota, Fungi.
Polską nazwę zaproponował Władysław Wojewoda w 1999 r. W polskim piśmiennictwie mykologicznym gatunek ten opisywany był też jako bedłka lub lejkorodek. Synonimy nazwy naukowej: Cantharellula subgen. Pseudoclitocybe Singer, Omphalia (Pers.) Gray, Omphalius Roussel.
Gatunki występujące w Polsce:
- Pseudoclitocybe cyathiformis (Bull.) Singer 1956 – lejkownik kubkowatokapeluszowy
- Pseudoclitocybe obbata (Fr.) Singer 1962 – lejkownik pępówkowaty

Nazwy naukowe na podstawie Index Fungorum. Wykaz gatunków i nazwy polskie według Władysława Wojewody.